# Marielle Breton
Marielle Breton (* 26. Oktober 1965 in Boulogne-Billancourt) ist eine ehemalige französische Fußballspielerin.

## Vereinskarriere
Marielle Breton begann als 15- oder 16-Jährige beim ASC Vélizy, einem Amateurverein aus der westlichen Pariser Peripherie, mit dem Vereinsfußball. Wohl mit 17 schloss sie sich der JS Poissy an, wo sie bald auch in der ersten Frauenelf zum Einsatz kam. Eine frankreichweite höchste Liga gab es vor 1992 nicht; die Meisterschaft wurde in einer Mischung aus Gruppenspiel- und K.-o.-Modus ausgetragen, und für die Teilnahme an der landesweiten Endrunde mussten sich die Frauschaften zuvor auf regionaler Ebene qualifizieren. Dies gelang Poissy bis 1987 jährlich, aber über die dortige erste Runde kam Breton mit ihrer Elf nie hinaus. Erst in der Saison 1987/88 erreichten sie sogar das Halbfinale, in der sie sich dann aber dem FCF Hénin-Beaumont beugen mussten. Daraufhin wechselte die offensive Mittelfeldspielerin, die auch schon im Nationaldress zum Einsatz gekommen war (siehe weiter unten), zu Saint-Brieuc CS, und gleich in der Spielzeit 1988/89 war Marielle Breton bei dem Verein aus der Bretagne gemeinsam mit ihren Mitspielerinnen – darunter so bekannte Namen wie Ghislaine Baron, Isabelle Le Boulch und Françoise Jézéquel – nach einem erst im Elfmeterschießen gegen die ASJ Soyaux gewonnenen Endspiel erfolgreich und konnte sich über den Gewinn des französischen Meistertitels freuen. Dennoch kehrte sie nach nur einem Jahr zur JS Poissy zurück und wurde bei diesem Schritt von Élisabeth Bougeard begleitet; diese beiden standen bei Saisonabschluss 1989/90 erneut im Meisterschaftsfinale, in dem sich Poissy allerdings der VGA Saint-Maur beugen musste.
Die Gründe für Bretons anschließende Rückkehr zu Saint-Brieuc, mit dem sie 1991/92 ihr drittes – erneut verlorenes – Endspiel erreichte, sind momentan nicht zu ermitteln; ebenso wenig kann die Frage abschließend beantwortet werden, wie lange sie diesmal dort blieb, weil die Datenlage für diese Zeit aktuell (2019) immer noch lückenhaft ist. Danach ist auch nicht sicher, bei welchem Verein sie die ersten Spielzeiten der zur Saison 1992/93 eingeführten landesweiten höchsten Frauenfußballliga bestritt. Es deutet aber einiges darauf hin, dass sie mindestens einen erheblichen Teil dieser Zeit wieder bei Poissy spielte. 1995/96 allerdings war sie für den Juvisy FCF aktiv, wo Marielle Breton ihren zweiten Landesmeistertitel gewann. Ob sie gleich anschließend ihre Karriere auf diesem Niveau beendete, ist wiederum nicht mit Sicherheit zu bestimmen.

### Stationen
- ASC Vélizy (1981–1983)
- Jeunesse Sportive Féminine Poissy (mindestens 1983–1988)
- Saint-Brieuc Chaffoteaux Sports (1988/89)
- Jeunesse Sportive Féminine Poissy (1990/91)
- Saint-Brieuc Chaffoteaux Sports (1991–?)
- vermutlich erneut bei der JS Poissy (?–?)
- Juvisy FCF (mindestens 1995/96)

## In der Nationalmannschaft
Im Februar 1987 verhalf Nationaltrainer Francis Coché Marielle Breton anlässlich eines Freundschaftsspiels gegen Spanien zu ihrem Debüt in der französischen A-Nationalelf. Auch unter Aimé Mignot, der Coché im selben Jahr ablöste, wurde sie zu einer festen Größe im blauen Dress. Zwischen März 1990 und November 1994 – also in der Zeit, in der auch ihre Vereinszugehörigkeiten nicht mit Sicherheit zu bestimmen sind – hat sie allerdings nur ein einziges Match für Frankreich (im September 1992 gegen Finnland) zu Buche stehen. Bis zu ihrem letzten Einsatz im Juni 1996 kamen dann noch elf weitere Berufungen hinzu. Obwohl sie mit vier Einsätzen in den Qualifikationsspielen zur Europameisterschaft 1997 noch dazu beigetragen hatte, dass Frankreich sich für die EM-Endrunde in Schweden und Norwegen zu qualifizieren vermochten, berücksichtigte Aimé Mignot sie dafür nicht mehr.
Insgesamt hat Marielle Breton 24 A-Länderspiele für die Bleues bestritten und dabei auch drei Treffer erzielt, den ersten gegen Bulgarien im November 1987 nur acht Minuten, nachdem sie für Marie-Angèle Blin eingewechselt worden war. Zweimal waren Frauen aus dem deutschsprachigen Raum ihre Gegnerinnen, und zwar im April 1987 die Schweiz (französischer 3:1-Sieg) sowie im darauf folgenden Monat beim allerersten offiziellen Aufeinandertreffen der Französinnen und der Deutschen in Dillingen/Saar, das die Gastgeberinnen mit 2:0 für sich entschieden.

## Palmarès
- Französische Meisterin 1989, 1996 (und Vizemeisterin 1990, 1992)